# گرافیک خبری و اطلاع‌رسان
گرافیک خبری و اطلاع‌رسان نوشته یونس شکرخواه و مریم سلیمی، با مقدمه دکتر کامران افشار مهاجر از سوی دفتر مطالعات و برنامه‌ریزی رسانه‌ها  منتشر شده‌است.

## دربارهٔ کتاب
گرافیک اطلاع‌رسان یا اینفوگرافیک نمایش بصری داده‌ها است که به یاری اطلاعات، گرافیک، دانش و مهارت بصری‌سازی اطلاعات، خلق و تولید می‌شود این نوع گرافیک ضمن نمایش اطلاعات حجیم و پیچیده به صورت ساده امکان درک سریع و به ذهن‌سپاری آسان‌تر آن‌ها را توسط مخاطبان فراهم می‌کند. نوع فوری گرافیک اطلاع‌رسان با پایبندی به اصول روزنامه‌نگاری و با تأکید بر ارزش‌ها و عناصر خبری، گرافیک خبری نامیده می‌شود.

## محتویات کتاب
- فصل اول: بررسی رابطه بین رسانه و گرافیک،
- فصل دوم: تفاوت بین اطلاع و خبر و نیز چگونگی ارائه اخبار و اطلاعات در رسانه‌ها
- فصل سوم: گرافیک‌های اطلاع‌رسان و خبری، مفاهیم، انواع، پیشینه (در جهان و ایران)،
- فصل چهارم: ویژگی‌ها، تفاوت‌ها، فرایند، نکات مهم در تهیه و تولید آنها
- فصل پنجم: تبیین کاربرد و الزامات تهیه و تولید گرافیک‌های خبری و اطلاع‌رسان
- بخش پیوستها: معرفی دانشگاه‌ها، مراکز و انجمنها، کتاب‌ها، سایتها و نمونه‌های موفق مرتبط با حوزه گرافیک اطلاع‌رسان[۱۰]